# Ćilim
Ćilim (od turske riječi Kilim od perzijskog گلیم‎ Gelim) vrsta je tkanih sagova ili tapiserije. Proizvode se u određenim područjima Kavkaza, Irana, Male Azije i dijelovima Jugoistočne Europe koje su u prošlosti pripadale Osmanskom Carstvu.

## Povezani članak
- Bosanski ćilim